# Ле-Ман

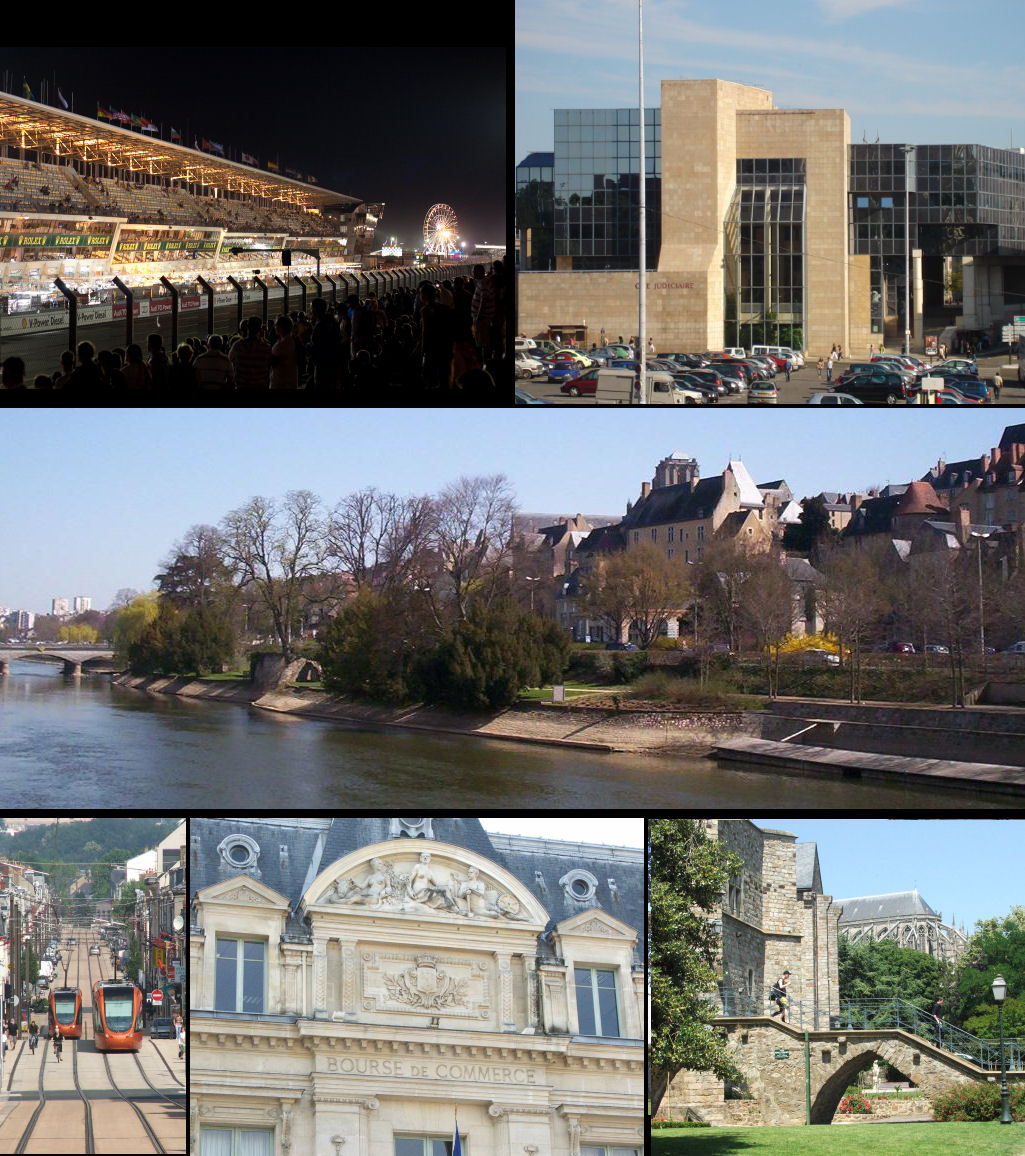

Ле-Ман (фр. Le Mans, IPA:[ləmɑ̃]) — місто та муніципалітет у Франції, у регіоні Пеї-де-ла-Луар, адміністративний центр департаменту Сарт. Населення — 145 004 особи (01.01.2021).
Муніципалітет розташований на відстані близько 185 км на південний захід від Парижа, 160 км на північний схід від Нанта.

## Демографія
Динаміка населення (Cassini ):
Розподіл населення за віком та статтю (2006):
| Стать | Всього | До 15 років | 15-24  | 25-44  | 45-64  | 65-85  | Понад 85 |
| --- | ------ | ----------- | ------ | ------ | ------ | ------ | -------- |
| Чоловіки | 67 909 | 11 683      | 11 663 | 18 425 | 15 987 | 9015   | 1136     |
| Жінки | 76 102 | 11 184      | 11 284 | 18 556 | 17 955 | 14 274 | 2849     |
| \| Статево-вікова піраміда \| Статево-вікова піраміда \| Статево-вікова піраміда \| \| ----------------------- \| ----------------------- \| ----------------------- \| \| Чоловіки \| Вік \| Жінки \| \| 1136 \| 85 + \| 2849 \| \| 1658 \| 80-84 \| 3282 \| \| 2320 \| 75-79 \| 3773 \| \| 2526 \| 70-74 \| 3895 \| \| 2511 \| 65-69 \| 3324 \| \| 2725 \| 60-64 \| 3328 \| \| 4136 \| 55-59 \| 4648 \| \| 4513 \| 50-54 \| 5053 \| \| 4613 \| 45-49 \| 4926 \| \| 4274 \| 40-44 \| 4956 \| \| 3892 \| 35-39 \| 4175 \| \| 4749 \| 30-34 \| 4417 \| \| 5510 \| 25-29 \| 5008 \| \| 6541 \| 20-24 \| 6243 \| \| 5122 \| 15-20 \| 5041 \| \| 3889 \| 10-14 \| 3768 \| \| 3587 \| 5-9 \| 3543 \| \| 4207 \| 0-4 \| 3873 \| |        |             |        |        |        |        |          |
| Статево-вікова піраміда |        |             |        |        |        |        |          |
| Чоловіки | Вік    | Жінки       |        |        |        |        |          |
| 1136 | 85 +   | 2849        |        |        |        |        |          |
| 1658 | 80-84  | 3282        |        |        |        |        |          |
| 2320 | 75-79  | 3773        |        |        |        |        |          |
| 2526 | 70-74  | 3895        |        |        |        |        |          |
| 2511 | 65-69  | 3324        |        |        |        |        |          |
| 2725 | 60-64  | 3328        |        |        |        |        |          |
| 4136 | 55-59  | 4648        |        |        |        |        |          |
| 4513 | 50-54  | 5053        |        |        |        |        |          |
| 4613 | 45-49  | 4926        |        |        |        |        |          |
| 4274 | 40-44  | 4956        |        |        |        |        |          |
| 3892 | 35-39  | 4175        |        |        |        |        |          |
| 4749 | 30-34  | 4417        |        |        |        |        |          |
| 5510 | 25-29  | 5008        |        |        |        |        |          |
| 6541 | 20-24  | 6243        |        |        |        |        |          |
| 5122 | 15-20  | 5041        |        |        |        |        |          |
| 3889 | 10-14  | 3768        |        |        |        |        |          |
| 3587 | 5-9    | 3543        |        |        |        |        |          |
| 4207 | 0-4    | 3873        |        |        |        |        |          |

## Спорт
В Ле-Мані проводяться одні з найпрестижніших автоперегонів у світі 24 години Ле-Мана, в яких автомобілі намагаються подолати якомога більшу віддаль впродовж доби.

## Економіка
2010 року серед 92 593 осіб працездатного віку (15—64 років) 66 184 були активними, 26 409 — неактивними (показник активності 71,5%, у 1999 році було 69,8%). З 66 184 активних мешканців працювало 55 866 осіб (28 294 чоловіки та 27 572 жінки), безробітними було 10 318 (5264 чоловіки та 5054 жінки). Серед 26 409 неактивних 11 136 осіб було учнями чи студентами, 7903 — пенсіонерами, 7370 були неактивними з інших причин.

У 2010 році в муніципалітеті числилось 66643 оподатковані домогосподарства, у яких проживали 136850,5 особи, медіана доходів виносила 18 030 євро на одного особоспоживача

## Міста-побратими
- Падерборн, Німеччина (з 836 року - найперше партнерство міст у Європі, офіційно з 1967 року.)
- Болтон, Велика Британія (1974)
- Кінтанар-де-ла-Орден, Іспанія (1980)
- Ростов-на-Дону, Росія (1981)
- Haouza, САДР (1982)
- Волос, Греція (1983)
- Судзука, Японія (1990)
- Xianyang, КНР (2001)

## Уродженці
- Алексіс Блен (*1996) — французький футболіст, півзахисник.

- Франсіс Смерецкі (*1949 — †2018) — французький футболіст, півзахисник, згодом — футбольний тренер.

## Галерея зображень

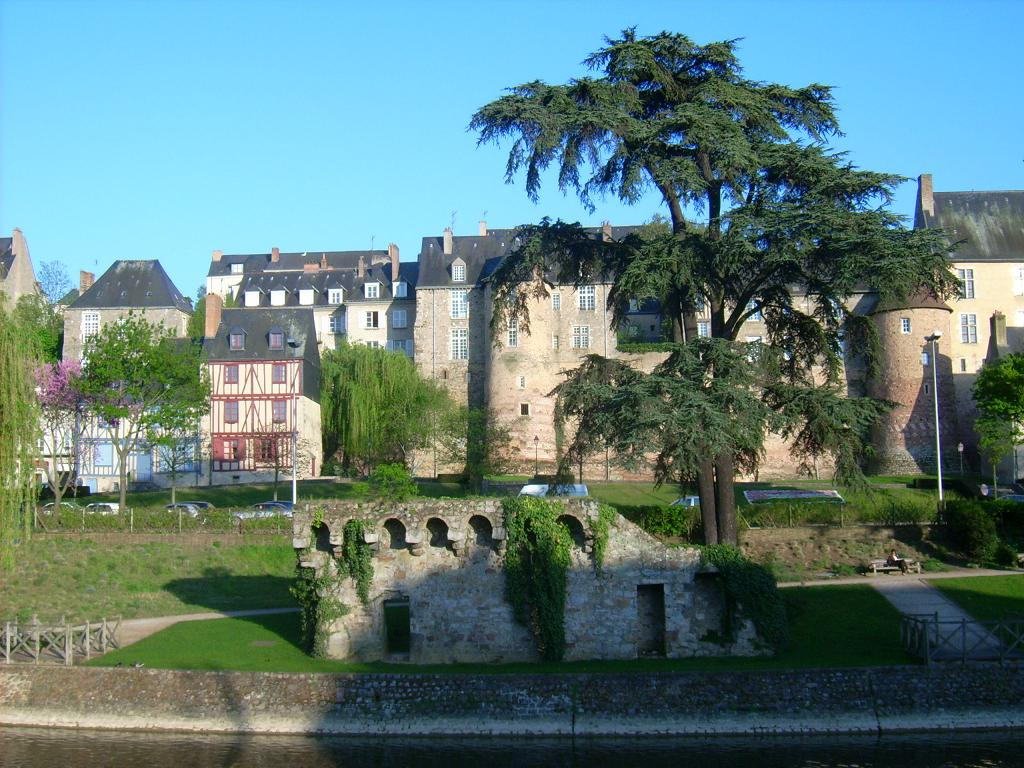
Галло-римські стіни Ле-Мана
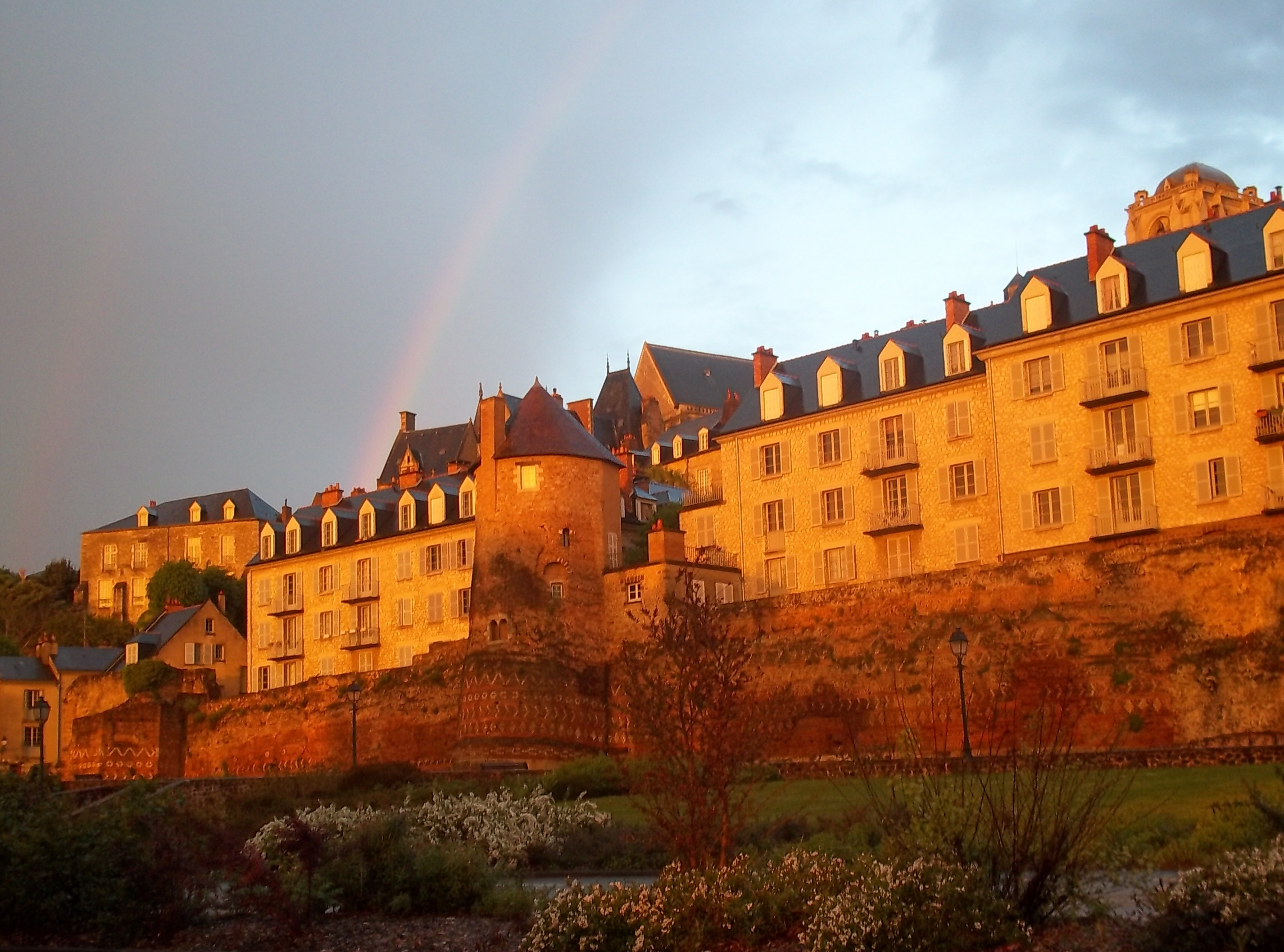
Murail Галло-Ромен

## Персоналії
У Ле-Ман народилися:
- Генріх II Плантагенет — англійський король (1133 р.н.)
- Емма Маккі — французька та британська акторка (1996 р.н.)
- Жан Франсе (фр. Jean Françaix) — композитор та піаніст (1912 р.н.)
- Франсуа Фійон — прем'єр-міністр Франції (1954 р.н.)